# План Контакт групе
План Контакт групе је био мировни план за окончање рата у Босни и Херцеговини предложен 1994. године.
Контакт група за БиХ — се појавила од маја 1994. године као посредник у преговорима између сукобљених страна у БиХ, а од јула 1994. њу су чинили Уједињено Краљевство, Француска, Њемачка, Руска Федерација и Сједињене Америчке Државе. — предложила је план по ком је Босна и Херцеговина требало да се подијели тако да Републици Српској припадне 49% територија, а Федерацији Босне и Херцеговине 51% територије. План је пратио и ултиматум, то јест Контакт група је тражила од представника РС, Хрвата и Бошњака у Федерацији БиХ да само са „да”, или „не” прихвате, или одбаце план до 19.7.1994. Хрвати и Бошњаци су прихватили тај план, али испред Срба, који су држали око двије трећине територије Босне и Херцеговине, Скупштина РС изјавила је 19.7.1994. да није у стању да донесе одлуку о прихватању плана и да је потребан „даљи рад” на мапи поделе територија. Председник Народне скупштине РС Момчило Крајишник и Скупштина РС нису прихватили понуђене мапе јер није постојао пролаз за Србе кроз Посавину, тј. коридор.
Предложеном мировном плану Контакт групе противила се и Српска православна црква. На заседању Народне скупштине Републике Српске у јулу 1994. године, на коме се одлучивало о прихватању мировног плана, епископ захумско-херцеговачки и приморски Атанасије Јевтић рекао је посланицима да Српска православна црква не може поново пристати на „сакаћење српског народа” и „ми никада нећемо потписати пресуду на то вјешање”. Митрополит црногорско-приморски Амфилохије Радовић том је приликом упутио телеграм подршке са Цетиња да одбаце мировни план. Дана 5. јула 1994. године Свети архијерејски синод СПЦ је упутио „Апел српском народу и светској јавности” у ком се позива сав српски народ да стане у одбрану Републике Српске.
Министар иностраних дела Немачке, испред Контакт групе, тражио је да РС промени одговор и прихвати план до 30.7.1994. а немачки захтев подржао је и специјални посланик председника Русије, Виталиј Чуркин. Слободан Милошевић је говорио да нико нема право да одбије мир у име целог српског народа, то јест да вође РС поступају против интереса целог српског народа и осталих грађана СРЈ, а Влада СРЈ 4.8.1994. године донела је одлуку „да прекине политичке и економске односе са РС” и забрани представницима Председништва, владе и Скупштине РС да долазе у СРЈ. Тако је СРЈ затворила границу за превоз робе у РС, осим за превоз хране, одеће и лекова. Политичко и економско кажњавање РС увео је и Савет безбедности УН Резолуцијом 942 позвао је државе чланице УН да прекину политичку и економску сарадњу са РС, док њене вође не прихвате „безусловно и потпуно“ понуђени план.
Срби у Републици Српској су организовали референдум о прихватању плана 27. и 28.8.1994. године, а на референдуму око 96,12% гласача било је против.